# Малий Черчилл
Малий Черчилл (англ. Little Churchill River)  — річка в північній частині канадської провінції Манітоба, Канада. Вона витікає з озера Васкайовака і впадає в річку Черчилл.